# Тезепир джамия
Тезепир джамия (на азербайджански: Təzəpir məscidi) е мюсюлмански храм в Баку, Азербайджан.

## История
Строителството на джамията започва през 1905 година при покровителстово на Набат ханъм Ашурбейова по проект на архитект Зивербей Ахмудбейов. След смъртта на Набат ханъм, строителството за кратко е преустановено. Строежът на мюсюлманския храм е продължен от сина на меценатката и е завършен през 1914 година.
Тезепир джамия функционира като действащ мюсюлмански храм само 3 години. През 1917 година избухва Октомврийската революция и джамията е затворена. В първите години на съветската власт джамията е преобразувана в киносалон, а по-късно е използвана и като хамбар. През 1943 година мюсюлманският храм отново е отворен като действаща джамия. Днес в комплекса на Тезепир джамия се намира Главното мюфтийство на Кавказкия регион.

## Архитектура
Интериорът на джамията има площ от 1400 кв. метра и е украсен в стила на Азербайджанската живописна школа с редки образци на източната орнаментика. Михрабът и кубето на джамията са направени от висококачествен мрамор. В мъжката молитвена зала са окачени 52 пищни полилея, а в женската - 5. Женското помещение впечатлява с облицовката си от дървесина от шамфъстък.
Декоративните елементи в джамията, надписите, а така също и покривите на минаретата са позлатени. Кубето, на което 6 пъти е изписано „Ля Иллаха Ил-ла Аллах“ (в превод: Няма друг бог освен Аллах), е облицовано от специален вид мрамор. Прозорците и вратите на Тезепир джамия са направени от висококачествена червена дървесина. В централната молитвена зала е постлан азербайджански килим "намазлък", който побира 72 молещи се.